# Jessica Stroup
Jessica Leigh Stroup (Anderson (South Carolina), 23 oktober 1986) is een Amerikaans actrice.
Stroup begon als fotomodel op 15-jarige leeftijd. Haar carrière als actrice begon ze in 2005, toen ze een gastrol kreeg in de jeugdserie Unfabulous. Stroup groeide al snel uit tot een filmactrice en heeft tegenwoordig vooral rollen in horrorfilms.
Stroup belandde in de rol van Silver in de opkomende tienerdrama 90210, waarna er meteen roddels bovenkwamen dat Stroup zou daten met medespeler Dustin Milligan. Eind September werd dit bevestigd.

## Filmografie
- 2005: Vampire Bats – Eden
- 2006: Southern Comfort – Lindy
- 2006: Pray for Morning – Ashley
- 2006: Left in Darkness – Justine
- 2006: School for Scoundrels – Eli's vrouw
- 2006: Broken – Sara
- 2007: The Hills Have Eyes 2 – PFC Amber Johnson
- 2007: This Christmas – Sandy Whitfield
- 2008: Prom Night – Claire
- 2008: Homecoming – Elizabeth Mitchum
- 2008: The Informers – Rachel
- 2008: April Fool's Day – Nikki
- 2012: Ted – Tracy

## Televisie
- 2005: Unfabulous – Fredericka
- 2006: Girlfriends – Riley
- 2006: Zoey 101 – Girl
- 2007: Grey's Anatomy – Jillian Miller
- 2007: October Road – Taylor
- 2007: Reaper – Cady
- 2008: True Blood – Sorority Girl
- 2008: 90210 – Erin "Silver" Silver
- 2014–2015: The Following – Max Hardy
- 2017–2018: Iron Fist – Joy Meachum

- Bibsys: 12000138
- Biblioteca Nacional de España: XX4585844
- International Standard Name Identifier: 0000 0004 0350 4028
- Library of Congress Control Number: n2007091371
- Nationale Bibliotheek van Polen: a0000002232981
- Nederlandse Thesaurus van Auteursnamen: 381191184
- Virtual International Authority File: 300152059
- WorldCat: E39PBJht3vPTtgHrxRb84QBHG3